# Нидерланды на летних Олимпийских играх 1932
Нидерланды принимали участие в Летних Олимпийских играх 1932 года в Лос-Анджелесе (США) в седьмой раз за свою историю, и завоевала две золотые и пять серебряных медалей.

## Медалисты
| Медаль  | Спортсмен                                                           | Вид спорта     | Дисциплина                               |
| ------- | ------------------------------------------------------------------- | -------------- | ---------------------------------------- |
| Золото  | Якобюс ван Эгмонд                                                   | Велоспорт      | Мужчины, спринт                          |
| Золото  | Шарль Фердинанд Паю де Мортанж                                      | Конный спорт   | Троеборье                                |
| Серебро | Якобюс ван Эгмонд                                                   | Велоспорт      | Мужчины, гит с места 1 км                |
| Серебро | Шарль Фердинанд Паю де Мортанж Карел Схуммелкетел Арнаут ван Леннеп | Конный спорт   | Командное троеборье                      |
| Серебро | Виллемейнтье ден Ауден                                              | Плавание       | Женщины, 100 м вольным стилем            |
| Серебро | Виллемейнтье ден Ауден Корнелия Ладде Мария Оверслот Мария Вирдаг   | Плавание       | Женщины, эстафета 4×100 м вольным стилем |
| Серебро | Адрианюс Мас                                                        | Парусный спорт | Класс «Сноуберд»                         |

## Результаты соревнований

### Академическая гребля
Соревнования в академической гребле на Играх 1932 года проходили с 9 по 13 августа. В следующий раунд из каждого заезда проходили несколько лучших экипажей (в зависимости от раунда и дисциплины). В финал выходили 4 сильнейших экипажа.
Мужчины
| Соревнование | Спортсмены                   | Предварительный заезд | Предварительный заезд | Предварительный заезд | Отборочный заезд | Отборочный заезд | Отборочный заезд | Финал  | Финал |
| Соревнование | Спортсмены                   | Заезд                 | Время                 | Место                 | Заезд            | Время            | Место            | Время  | Место |
| ------------ | ---------------------------- | --------------------- | --------------------- | --------------------- | ---------------- | ---------------- | ---------------- | ------ | ----- |
| двойки       | Годфрид Роэлл Питер Рулофсен | 2                     | 7:51,8                | 3                     | 1                | 8:10,0           | 1 Q              | 8:08,4 | 4     |